# Jan Hut
Jan Hut (1966) is een Nederlandse officier der mariniers. Van 11 december 2020 tot 11 oktober 2023 vervulde Hut in de rang van brigadegeneraal de functie van commandant van het Korps Mariniers.

## Carrière
In 1989 studeerde Jan Hut af aan het Koninklijk Instituut voor de Marine (KIM). Kort na het afronden van zijn studie volgde hij de commando-opleiding bij het Korps Commandotroepen en behaalde hij de groene baret. Teruggekeerd bij het Korps Mariniers volgt Hut de opleiding tot mountain leader in het Verenigd Koninkrijk, hierna volgt een functie als pelotonscommandant van het verkenningspeloton. In 1992 wordt Hut in zijn hoedanigheid van pelotonscommandant (PC) uitgezonden naar Cambodja als onderdeel van de VN-missie UNTAC.
Na de uitzending naar Cambodja volgt in 1998 een functie als uitwisselingsofficier bij het 8th Marine Regiment, 2nd Marine Division van het United States Marine Corps op Camp Lejeune. Vanaf 2002 dient Hut als adjudant van de minister van Defensie onder ministers de Grave, Korthals en Kamp. Hierna volgt wederom een operationele functie, ditmaal als compagniescommandant (CC) van de 11e Infanteriecompagnie van het 2e Mariniersbataljon. 
Na het volgen van de Hogere Defensie Vorming werkt Hut vanaf 2007 binnen de afdeling Personeel & Organisatie in Den Helder, hierna volgt vanaf 2009 een functie als Hoofd Bureau Management Development van het Korps Mariniers.
Als commandant van de nationale antiterreureenheid Unit Interventie Mariniers (UIM) is hij gelijktijdig betrokken bij de reorganisatie van de operationele marinierseenheden (GOEM)  van als Deelprojectleider Reorganisatie Marinierseenheden. Na afronding van deze reorganisatie wordt Hut vanaf 2013 de eerste commandant van de Netherlands Maritime Special Operations Forces (NLMARSOF).
Eind 2014 werd Hut voor de ISAF missie uitgezonden naar Afghanistan waar hij de functie van directeur NATO Manpower & Organisations vervulde. Bij terugkeer in Nederland wordt hij Hoofd Personeel & Organisatie van de Koninklijke Marine. Na een periode van 3 jaar vervulde Hut diverse functies bij de Militaire Inlichtingen- en Veiligheidsdienst. In juni 2020 volgde Jan Hut, brigadegeneraal Mac Mootry op als Directeur Operaties van de Koninklijke Marine. Op 11 december 2020 nam hij het commando over het Korps Mariniers over van ranggenoot Mac Mootry.
Brigadegeneraal Jan Hut is op 11 oktober 2023 opgevolgd door ranggenoot Ivo Moerman. De commando-overdracht vond plaats op de Van Ghentkazerne in Rotterdam, de bakermat van het Korps Mariniers.   Tot op heden is Hut Directeur Operaties (DOPS) van de Koninklijke Marine, hiermee is de trend gebroken dat de commandant van het Korps Mariniers ook de functie van DOPS bekleed.